# Lista siturilor arheologice din județul Arad - B
Lista siturilor arheologice din județul Arad - B conține toate siturile arheologice din județul Arad înscrise în Repertoriul Arheologic Național (RAN) și aflate în localități al căror nume începe cu litera B. RAN este administrat de Ministerul Culturii și Patrimoniului Național și cuprinde date științifice, cartografice, topografice, imagini și planuri, precum și orice alte informații privitoare la zonele cu potențial arheologic, studiate sau nu, încă existente sau dispărute.
Puteți căuta un sit din localitățile care încep cu litera B folosind formularul de mai jos sau puteți naviga prin toate siturile din județ la Lista siturilor arheologice din județul Arad.
| Cod RAN                                  | Denumire | Localitate                       | Adresă           | Datare                                   | Descoperit | Coordonate                                    | Imagine           | Erori            |
| ---------------------------------------- | --- | -------------------------------- | ---------------- | ---------------------------------------- | ---------- | --------------------------------------------- | ----------------- | ---------------- |
| 10319.01.01 (Cod LMI: AR-I-m-A-00427.02) | Situl arheologic de la Berindia - "La Cetate" / ansamblu anonim (Categorie: locuire civilă) (Tip: Așezare fortificată)                                  | sat Berindia, comuna Buteni      | La Cetate        | geto-dacică sec. III a. Chr. - I p. Chr. |            | 46°19′37″N 22°09′12″E / 46.32695°N 22.15333°E | Încărcați imagine | Raportați eroare |
| 10319.01.02 (Cod LMI: AR-I-m-A-00427.01) | Situl arheologic de la Berindia - "La Cetate" / ansamblu anonim (Categorie: locuire civilă) (Tip: Așezare)                                              | sat Berindia, comuna Buteni      | La Cetate        | sec. II - IV                             |            | 46°19′37″N 22°09′12″E / 46.32695°N 22.15333°E | Încărcați imagine | Raportați eroare |
| 9912.01.02 (Cod LMI: AR-I-m-A-00428.03)  | Situl arheologic de la Bulci - "La Cetate" / ansamblu anonim (Categorie: locuire) (Tip: Castru)                                                         | sat Bulci, comuna Bata           | La Cetate        | sec. II-IV                               |            | 46°01′37″N 22°08′01″E / 46.02694°N 22.13361°E | Încărcați imagine | Raportați eroare |
| 9912.01.04 (Cod LMI: AR-I-m-A-00428.01)  | Situl arheologic de la Bulci - "La Cetate" / ansamblu Ruinele abației benedictine (Categorie: locuire) (Tip: Mănăstire)                                 | sat Bulci, comuna Bata           | La Cetate        | sec. XIII-XVI                            |            | 46°01′37″N 22°08′01″E / 46.02694°N 22.13361°E | Încărcați imagine | Raportați eroare |
| 9912.01.03 (Cod LMI: AR-I-m-A-00428.02)  | Situl arheologic de la Bulci - "La Cetate" / ansamblu anonim (Categorie: locuire) (Tip: Cetate)                                                         | sat Bulci, comuna Bata           | La Cetate        | X - XII                                  |            | 46°01′37″N 22°08′01″E / 46.02694°N 22.13361°E | Încărcați imagine | Raportați eroare |
| 9912.01.01 (Cod LMI: AR-I-s-A-00428)     | Situl arheologic de la Bulci - "La Cetate" / ansamblu anonim (Categorie: locuire) (Tip: Cetate)                                                         | sat Bulci, comuna Bata           | La Cetate        |                                          |            | 46°01′37″N 22°08′01″E / 46.02694°N 22.13361°E | Încărcați imagine | Raportați eroare |
| 9912.01.05 (Cod LMI: AR-I-s-A-00428)     | Situl arheologic de la Bulci - "La Cetate" / ansamblu anonim (Categorie: locuire) (Tip: necropola)                                                      | sat Bulci, comuna Bata           | La Cetate        | sec. XVI                                 |            | 46°01′37″N 22°08′01″E / 46.02694°N 22.13361°E | Încărcați imagine | Raportați eroare |
| 9912.01.06 (Cod LMI: AR-I-s-A-00428)     | Situl arheologic de la Bulci - "La Cetate" / ansamblu anonim (Categorie: locuire) (Tip: Val de pământ)                                                  | sat Bulci, comuna Bata           | La Cetate        |                                          |            | 46°01′37″N 22°08′01″E / 46.02694°N 22.13361°E | Încărcați imagine | Raportați eroare |
| 9967.01.01                               | Așezarea eneolitică de la Bochia- Dealul Floroiu / ansamblu anonim (Categorie: locuire civilă) (Tip: Așezare)                                           | sat Bochia, comuna Beliu         | Dealul Floroiu   | Tiszapolgár                              |            |                                               | Încărcați imagine | Raportați eroare |
| 10845.02.01                              | Valul de pamânt de epocă necunoscută de la Bodrogu Nou-La Hodaie / ansamblu anonim (Categorie: fortificație) (Tip: Fortificație)                        | sat Bodrogu Nou, comuna Zădăreni | La Hodaie        |                                          |            |                                               | Încărcați imagine | Raportați eroare |
| 10845.03.01                              | Așezarea medievală de la Bodrogu Nou / ansamblu anonim (Categorie: locuire) (Tip: așezare)                                                              | sat Bodrogu Nou, comuna Zădăreni |                  | sec.XII d.Hr.                            |            |                                               | Încărcați imagine | Raportați eroare |
| 9912.02.01                               | Descoperirea funerară de epocă neprecizată de la Bulci-Dâmbul lui Roman / ansamblu anonim (Categorie: descoperire funerară) (Tip: Mormânt de inhumație) | sat Bulci, comuna Bata           | Dâmbul lui Roman |                                          |            |                                               | Încărcați imagine | Raportați eroare |